# Portret van Roza Potocka
Portret van Roza Potocka is een schilderij uit 1856 van Franz Xaver Winterhalter, een van de belangrijkste portrettisten van de beau monde van Europa op dat moment. Het bevindt zich in het Nationaal museum in Warschau.

## Schilderij
Winterhalter was een schilder die in de tweede helft van de negentiende eeuw veel opdrachten kreeg van de verschillende Europese hoven en daarmee ook van de aristocratie van zijn tijd. De afgebeelde, Roza gravin Potocka (1848-1937), behoorde tot de rijke adel van Polen en was lid van de familie Potocki. Ze was een dochter van Adam Józef graaf Potocki (1815-1872) en Catharina gravin Branicka (1825-1907) en daarmee een kleindochter van Artur Stanisław graaf Potocki, heer van Krzeszowice (1787-1832), kapitein en adjudant van keizer Napoleon I. Ze trouwde in 1868 met Ladislaus graaf Krasiński (1844-1873), ordinaat van Opinogora, en in 1886 met Eduard graaf Raczyński (1847-1926).
Ook haar moeder, broer Artur (1850-1890) en zus Zofia (1851-1927) werden door Winterhalter geschilderd, de drie kinderen toen hij in 1856 op bezoek was in Warschau. Het is een driekwart portret, net als dat van haar broer en zus, geschilderd op ovaal. In 1867 heeft Winterhalter opnieuw een portret van haar geschilderd, in Parijs; ook dit schilderij bevindt zich in het Nationaal museum van Warschau.

## Herkomst
Het portret was eigendom van de familie Potocki en hing op het Potockipaleis van Krzeszowice. In 1946 werd het aangeworven door het Nationaal museum van Warschau.